# Marysville (Californië)
Marysville is een plaats (city) in de Amerikaanse staat Californië, en valt bestuurlijk gezien onder Yuba County.
Rond 1860 ontstaat er een Chinese gemeenschap in de city. Maar door racistisch geweld van blanken in februari 1886 werden vele Chinese Amerikanen uit de stad verdreven. Tegenwoordig is er nog een Chinese tempel met de naam Bok Kai Temple (北溪廟) in de stad als overblijfsel te vinden. In de Mary Aaron Memorial Museum wordt onder andere de geschiedenis van de (Chinese) bewoners in beeld gebracht.

## Demografie
Bij de volkstelling in 2000 werd het aantal inwoners vastgesteld op 12.268.
In 2006 is het aantal inwoners door het United States Census Bureau geschat op 11.949, een daling van 319 (-2.6%).

## Geografie
Volgens het United States Census Bureau beslaat de plaats een oppervlakte van 9,4 km², waarvan 9,1 km² land en 0,3 km² water.

## Politiek en bestuur
Zoals de meeste grotere steden in Amerika, maakt de stad Marysville gebruik van een mayor-council system. De huidige burgemeester is Bill Harris.
Voor de Senaat van Californië ligt Marysville in het vierde district, dat vertegenwoordigd wordt door de Republikein Doug LaMalfa. Voor de verkiezing van vertegenwoordigers in het Assembly of lagerhuis van Californië, valt Marysville binnen het derde district, dat vertegenwoordigd wordt door de Republikein Dan Logue. Marysville maakt deel uit van het tweede district van Californië voor de verkiezing van een vertegenwoordiger in het Huis van Afgevaardigden. De huidige afgevaardigde is de Republikein Wally Herger.

## Plaatsen in de nabije omgeving
De onderstaande figuur toont nabijgelegen plaatsen in een straal van 16 km rond Marysville.